# 패스트 라이브즈
《패스트 라이브즈》(영어: Past Lives)는 2023년 개봉한 미국의 로맨틱 드라마 영화이다. 셀린 송의 감독 데뷔작이며, 그가 각본 역시 맡았다. 2023년 선댄스 영화제에서 전 세계 최초로 공개되었다. 제73회 베를린 국제 영화제(2023년) 황금곰상 경쟁후보작이다.

## 줄거리
영화 '패스트 라이브즈'는 어린 시절 서울에서 함께 자란 나영과 해성이 24년이라는 시간 동안 서로 다른 삶을 살아가면서 관계의 본질을 탐구하는 이야기다. 12살 때 서로에게 호감을 느낀 두 사람은 나영의 가족이 캐나다로 이민을 가면서 연락이 끊긴다. 나영은 이름을 노라 문으로 바꾸고, 12년 후 뉴욕에서 작가로 활동한다.
어느 날, 노라는 페이스북에서 해성이 자신을 찾는 글을 올린 것을 발견하고 재회하게 된다. 그들은 영상 통화를 통해 다시 연결되지만, 노라가 작가 수련회에 가고 해성이 중국으로 어학 연수를 떠나면서 만남은 성사되지 못한다. 결국 노라는 자신의 삶과 작가 활동에 집중하기 위해 해성과의 연락을 잠시 끊기로 한다.
수련회에서 노라는 아서 자투란스키를 만나 사랑에 빠진다. 그들은 불교에서 유래한 ‘인연’이라는 개념에 대해 이야기하며 현생에서의 관계가 전생들의 관계로부터 영향을 받는다는 것을 깨닫는다. 해성 역시 다른 여자를 만나 교제를 시작한다.
다시 12년이 흐르고, 노라는 아서와 결혼하여 뉴욕에 살고 있다. 여자친구와 헤어진 해성은 노라를 만나기 위해 뉴욕을 방문한다. 아서는 자신이 두 사람의 불완전한 사랑 이야기에 방해물은 아닌지 걱정하며, 만약 비슷한 매력을 가진 다른 남자를 노라가 만났다면 미국 영주권을 얻기 위해 그와 결혼했을 수도 있다고 말한다. 노라는 아서를 사랑한다고 확언한다. 세 사람은 저녁 식사를 함께 하고, 처음에는 통역을 해주던 노라는 결국 해성과 한국어로만 대화한다. 해성은 전생에 그들이 어떤 관계였을지, 그리고 노라가 한국을 떠나지 않았더라면 어떻게 되었을지 궁금해한다. 노라가 화장실에 간 사이, 해성은 아서에게 노라와 단둘이 대화한 것에 대해 사과하지만 아서는 오히려 그를 만나게 되어 기쁘다고 말한다.
그들은 노라와 아서의 집으로 돌아가고, 해성은 두 사람을 한국으로 초대한다. 우버를 부르고 노라는 우버가 도착할 때까지 해성과 함께 기다린다. 두 사람은 서로를 깊이 바라보며 마치 전생의 한 장면을 경험하는 듯한 느낌을 받는다. 해성은 다음 생에는 그들의 관계가 어떻게 될지 노라에게 묻지만 그녀는 알 수 없다고 대답한다. 해성은 "다음 생에 보자"라는 말을 남기고 떠나고, 노라는 아서의 품에 안겨 눈물을 흘린다.

## 출연
- 그레타 리/문승아(아역) - 노라 문 / 문나영 역
- 유태오/임승민(아역) - 정해성 역
- 존 마가로 - 아서 자투란스키 역
- 윤지혜 - 노라의 어머니 역
- 최원영 - 노라의 아버지 역
- 장기하 : 해성 친구 역
- 안민영 - 해성의 어머니 역
- 조조 T. 깁스 - 재니스 역
- 에밀리 캐스 맥도널 - 레이철 역
- 페데리코 로드리게스 - 로버트 역
- 콘래드 숏 - 피터 역
- 크리스틴 시 - 헤더 역